# Pimpla viridescens
Pimpla viridescens (лат.) — вид ихневмоноидных наездников рода пимплы из подсемейства Pimplinae (Ichneumonidae, Hymenoptera).

## Распространение
Мексика (Халиско, Идальго, Тлакскала, Морелос, Герреро, Чьяпас), Гватемала, Гондурас, Сальвадор, Коста-Рика.

## Описание
Перепончатокрылые насекомые-ихневмониды, которые от близких мексиканских видов отличаются следующими признаками: металлически блестящий голубовато-зелёный вид; вершина наличника двулопастная; тергит 2 метасомы у обоих полов гладкий и блестящий, с отчётливыми точками; самка с желтоватыми крыльями, самец с передними коксами полностью металлически-синего цвета, без бледных отметин. Вид был впервые описан в 1914 году британским энтомологом Клодом Морли (Claude Morley (1874—1951).